# Lápiz Conciente
Avelino Junior Figueroa Rodríguez (Los Mina, 24 de enero de 1983), conocido artísticamente como Lápiz Conciente, es un cantante, rapero, y empresario dominicano. Es considerado como uno de los pioneros del hip hop en República Dominicana. En 2013 fue nominado a los Premios Juventud, en la categoría Mi Artista Urbano, en 2016 fue premiado en los Latin Music Italian Awards, y en 2017 fue nominado a los Premios Grammy Latinos a Mejor Canción Urbana, «Papa» en colaboración con Vico C. Fue colocado en el puesto número cuarenta y ocho en la lista de los «50 grandes raperos en la historia del rap en español», publicada por la revista estadounidense Rolling Stone.

## Primeros años
Figueroa nació el 24 de enero de 1983 en la Maternidad (Hospital Materno Infantil San Lorenzo de Los Mina), Distrito Nacional. Creció en una familia disfuncional, donde fue criado por su abuela Paulina Rodríguez de Jesús "Palín", quien era empleada doméstica y enfermera. Figueroa es mayor que sus hermanos y a los 21 años murió su madre. En 1993, Figueroa se inspiró en el rapero estadounidense Vico C, donde conoció la música hip hop a la edad de 10 años. Fue nombrado Lápiz Conciente por la pronunciación de su abuela, donde Figueroa corrigió los errores ortográficos de su abuela. Figueroa tuvo 2 hijos con su pareja sentimental de más de diez años, Niurka. Estudio la carrera de contabilidad en la Universidad Autónoma de Santo Domingo, sin llegar a terminarla, y es un devoto creyente en Dios.

## Carrera
En 2008, Figueroa publicó a través de YouTube, entre ellos los temas "Las Menores", y en 2009 el mixtape "Ráfaga de Plomo". En el 2011 participó en el sencillo "Capea el Dough" en colaboración con Toxic Crow, fue considerado representativo del Hip hop en República Dominicana, posteriormente lanzó los sencillos debut "Yo Soy Papa", y el audiovisual "Yo No Te Quiero Perder" obtuvo más de 39 millones de reproducciones en YouTube. En 2014 recibió un Disco de Oro por el tema debut "Si No Te Quisiera" en colaboración con Juan Magán y Belinda, y obtuvo 300 millones de visitas en YouTube.
En 2016 lanza el disco "Latidos", incluye colaboraciones con Vico C, Natti Natasha, Belinda, J Álvarez, Black Jonas Point, Musicologo El Libro. En 2016 firma con Sony Music Latin donde se lanza el segundo álbum de estudio «Cicatrices» bajo el sello discográfico Sony Music Latin debuta en ventas discográficas en República Dominicana y Estados Unidos en plataformas digitales, incluye colaboraciones con Magic Juan, Nacho, Leslie Grace, Xaxo, El B, Negro HP.
En 2020, Figueroa realizó una batalla de rap contra el rapero dominicano Mozart La Para, donde estrenó los sencillos "El Descanso Eterno", Tú No Tá", "9 Días". En 2022 participó en la canción "Culpable" del álbum de estudio Fórmula, vol. 3, de Romeo Santos.

## Premios y nominaciones
| Año  | Premios                    | Categoría                                                  | Resultados |
| ---- | -------------------------- | ---------------------------------------------------------- | ---------- |
| 2013 | Premios Juventud           | Mi Artista Urbano                                          | Nominado   |
| 2016 | Latin Music Italian Awards | ”Best Latin Urban Song of The Year” y “My Favorite Lyrics” | Ganador    |
| 2017 | Premios Grammy Latinos     | Premio Grammy Latino a la Mejor Canción Urbana             | Nominado   |